# Poyenberger Bek
Der Poyenberger Bek ist ein rechter Nebenfluss der Buckener Au in Schleswig-Holstein. 
Der Fluss hat eine Länge von ca. 2,7 km. Er entspringt östlich von Poyenberg und mündet bei Grauel in den Mühlenbach.